# Ozodicera (Ozodicera) striatipennis
Ozodicera (Ozodicera) striatipennis is een tweevleugelige uit de familie langpootmuggen (Tipulidae). De soort komt voor in het Neotropisch gebied.